# エヴリバディズ・ロッキン
『エヴリバディズ・ロッキン』（Everybody's Rockin'）は、カナダ／アメリカのミュージシャン、ニール・ヤングの14枚目のスタジオ・アルバム。

## 概要
1983年8月1日にリリースされた。ショッキング・ピンクス（このアルバムのために結成されたバンド）と共にレコーディングされたこのアルバムには、ロカビリー・ソング（カヴァーとオリジナル曲）が収録されている。収録時間は約25分で、ヤングにとって最も短いアルバムである。『エヴリバディズ・ロッキン』は、その前にリリースされたアルバム（シンセを多用したエレクトロ・ロック・アルバム『トランス』[1983年]）とも、その後にリリースされたアルバム（純粋なカントリー・アルバム『オールド・ウェイズ』[1985年]）ともほとんど共通点がないところは、典型的な1980年代の彼の作品と言える。
前年の『トランス』の商業的、批評的な失敗から、所属レーベルのゲフィン・レコードとの間に軋轢が生まれていた状況で、ヤングは次作として、前年1983年の秋にレコーディングしていたカントリー・アルバム『オールド・ウェイズ』を同レーベルに提案した。彼の音楽は、最も成功したアルバム『ハーヴェスト』（1972年）を含め、それまでにもカントリー・ミュージックの影響を受けていた。しかしゲフィンはそれを拒否し、代わりに「ロックンロール・アルバム」を要求した。ヤングはPBSの番組アメリカン・マスターズで次のように述べている：
「ヘイ、ニール、ロックンロールのレコードを作るんだ。ロックンロールって何だか知ってる？って言われたんだ、ちょっと沈黙が続いて、それが何なのか考えようとしたんだ。『ロックンロールって一体何なんだろう？ロックンロールが始まった頃に戻って、ロックンロールが何なのか試してみよう』ってね。」
ヤングはスタジオに入り、ジミー・リードの「ブライト・ライツ、ビッグ・シティー」や、エルヴィス・プレスリーがサン・レコードに在籍していた初期にレコーディングした「ミステリー・トレイン」など、ロックンロールの初期を彷彿とさせるサウンドのアルバムをすぐに制作した。プロダクションには50年代風のヴォーカルのリバーブやバッキング・コーラスが含まれていた。元々はヤングが妻を楽しませるために書いたという「カインダ・フォンダ・ワンダ」を含む殆どの曲は彼のオリジナルであった。ヤングは『エヴリバディズ・ロッキン』のセッションよりもずっと前に「ワンダリン」という曲を書いている。この曲は少なくとも『アフター・ザ・ゴールド・ラッシュ』時代のもので、1970年のソロ・アコースティック・ライヴや、1969年のクロスビー・スティルス・ナッシュ&ヤングとのウッドストック・フェスティバルでのセットリストに含まれていた。
「ワンダリン」と「クライ・クライ・クライ」はシングルとしてリリースされ、どちらもミュージック・ビデオが作られたものの、MTVではほとんど放送されなかった。『トランス』の時と同様、ヤングは『エヴリバディズ・ロッキン』のサポート・ツアーを行い、コンサートの評判が悪く観客も少なかったにもかかわらず、このアルバムの曲をライブで演奏した。
ヤングによれば、
「『エヴリバディズ・ロッキン』はコンセプト・アルバムを想定していて、「ゲット・ゴーン」と「ドント・テイク・ユア・ラブ・アウェイ・フロム・ミー」の2曲を追加して、バックバンドのショッキング・ピンクスにもっと深みを与えるつもりだった」
という。しかし、前作の成果に不満だったゲフィン・レコードがレコーディング・セッションをキャンセルしたためヤングはアルバムを完成させることができず、そのままリリースとなった。この2曲は後にヤングのコンピレーション・アルバム『ラッキー13』に収録された。
ヤングは1995年、このアルバムのインスピレーションについてこう語っている。
「明らかに素材に深みが欠けていたね。どれも 「表層的」な曲ばかりだった。でも、音楽がそういうものだった時代、ポップ・スターがみんなそうだった時代があったんだ。そして、それはいい音楽だった、本当にいい音楽だった。それに、私がすでに作り上げたものをさらに破壊する方法でもあった。そうしなければ、今やっていることはできなかった。何かを作り上げたら、人々が『ああ、これで彼を定義できる』と決める前に、私はそれを体系的に壊さなければならない。」
彼はまた、自分のロカビリー・ペルソナについてこうも言った。
「私は1年半の間、そういうヤツになっていたんだ。まるで映画の中の人という感じでね。」

## 収録曲
特記されている曲を除き、全曲ニール・ヤング作詞・作曲。
| #         | タイトル                                                                                          | 作詞・作曲             | 時間  |
| --------- | ------------------------------------------------------------------------------------------------- | ---------------------- | ----- |
| 1.        | 「Betty Lou's Got a New Pair of Shoes」(ベティ・ルウズ・ガット・ア・ニュー・ペア・オブ・シューズ) | Bobby Freeman          | 3:02  |
| 2.        | 「Rainin' in My Heart」(レイニン・イン・マイ・ハート)                                             | Slim Harpo, Jerry West | 2:11  |
| 3.        | 「Payola Blues」(ペイオラ・ブルース)                                                              | Ben Keith, Young       | 3:09  |
| 4.        | 「Wonderin'」(ワンダリン)                                                                         |                        | 2:59  |
| 5.        | 「Kinda Fonda Wanda」(カインダ・フォンダ・ワンダ)                                                 | Tim Drummond, Young    | 1:51  |
| 合計時間: | 合計時間:                                                                                         | 合計時間:              | 13:12 |

| #         | タイトル                                                      | 作詞・作曲                  | 時間  |
| --------- | ------------------------------------------------------------- | --------------------------- | ----- |
| 1.        | 「Jellyroll Man」(ジェリーロール・マン)                       |                             | 2:00  |
| 2.        | 「Bright Lights, Big City」(ブライト・ライツ、ビッグ・シティ) | Jimmy Reed                  | 2:18  |
| 3.        | 「Cry, Cry, Cry」(クライ・クライ・クライ)                     |                             | 2:39  |
| 4.        | 「Mystery Train」(ミステリー・トレイン)                       | Junior Parker, Sam Phillips | 2:47  |
| 5.        | 「Everybody's Rockin'」(エヴリバディズ・ロッキン)             |                             | 1:57  |
| 合計時間: | 合計時間:                                                     | 合計時間:                   | 11:41 |

## 参加ミュージシャン
- ニール・ヤング - ボーカル、ピアノ、ギター、ハーモニカ、プロデュース
- ショッキング・ピンク
ラリー・バイロム - ピアノ、バッキング・ヴォーカル
アンソニー・クロフォード - バッキング・ヴォーカル
ティム・ドラモンド - アップライト・ベース
カール・ヒンメル - スネアドラム
ベン・キース - アルト・サクソフォーン、サクソフォーン、リード・ギター
リック・パロンビ - バッキング・ヴォーカル

制作スタッフ
- エリオット・メイザー - プロデュース
- デニス・キーリー、レベッカ・キーリー - 撮影
- トミー・スティール（アート・ホテル） - 美術デザイン
- エリオット・ロバーツ - 演出
- ティム・マリガン、ジョン・ノウランド、マイク・ハービック - エンジニアリング
- ジョージ・ホーン - マスタリング